# Pierre de Bonzi

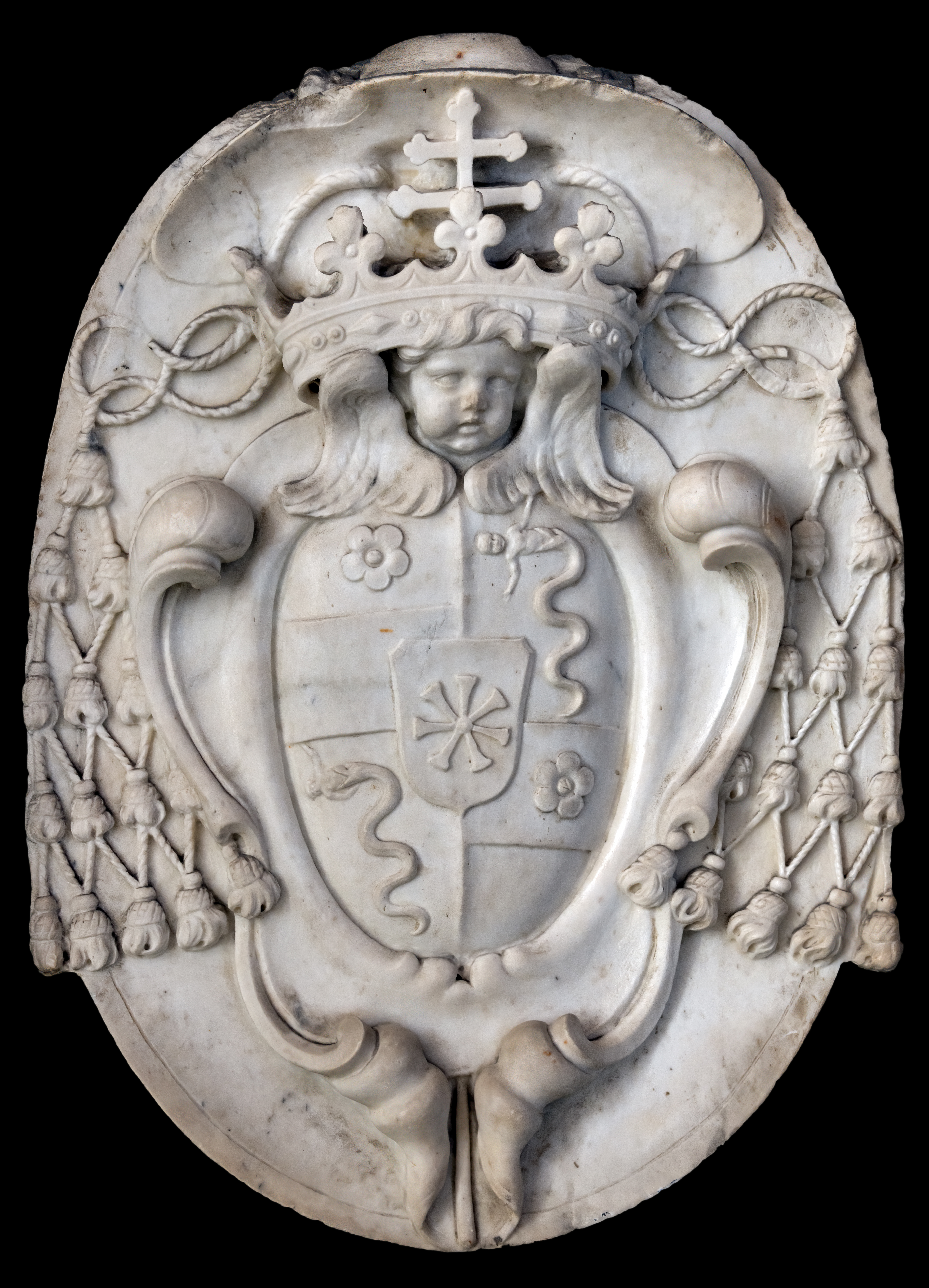
Herb Pierre de Bonzy - Schody pałacu Arcybiskupów Narbonne

Pierre de Bonzi (ur. 15 kwietnia 1631 we Florencji, zm. 11 lipca 1703 w Montpellier) – francuski kardynał.

## Życiorys
Urodził się 15 kwietnia 1631 roku we Florencji, jako syn Francesca Bonziego i Cristiny Riario. 7 czerwca 1660 roku został wybrany biskupem Béziers, a 12 grudnia przyjął sakrę. Pełnił funkcję ambasadora Francji w Toskanii (1661), Wenecji (1662–1668), Polsce (1669) i Hiszpanii (1670). W 1671 roku został arcybiskupem Tuluzy, otrzymując jednocześnie władzę nad Langwedocją, którą jednak utracił wskutek intryg wynikłych z jego relacji z panną de Gange. 22 lutego 1672 roku został kreowany kardynałem prezbiterem i otrzymał kościół tytularny Sant’Onofrio. W 1674 roku został przeniesiony do archidiecezji Narbony. Zmarł 11 lipca 1703 roku w Montpellier.